# Odsávačka mateřského mléka

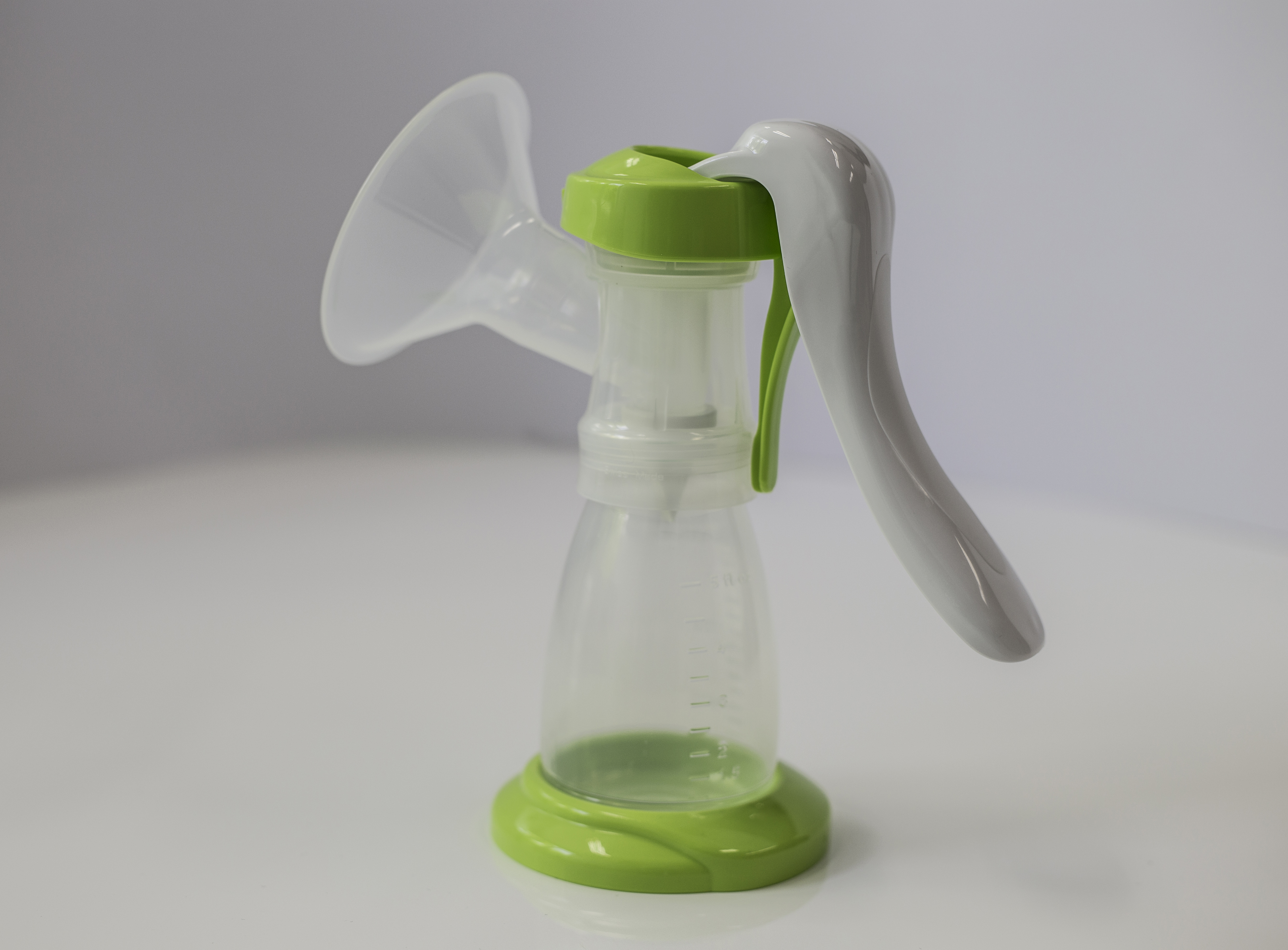
Odsávačka mateřského mléka

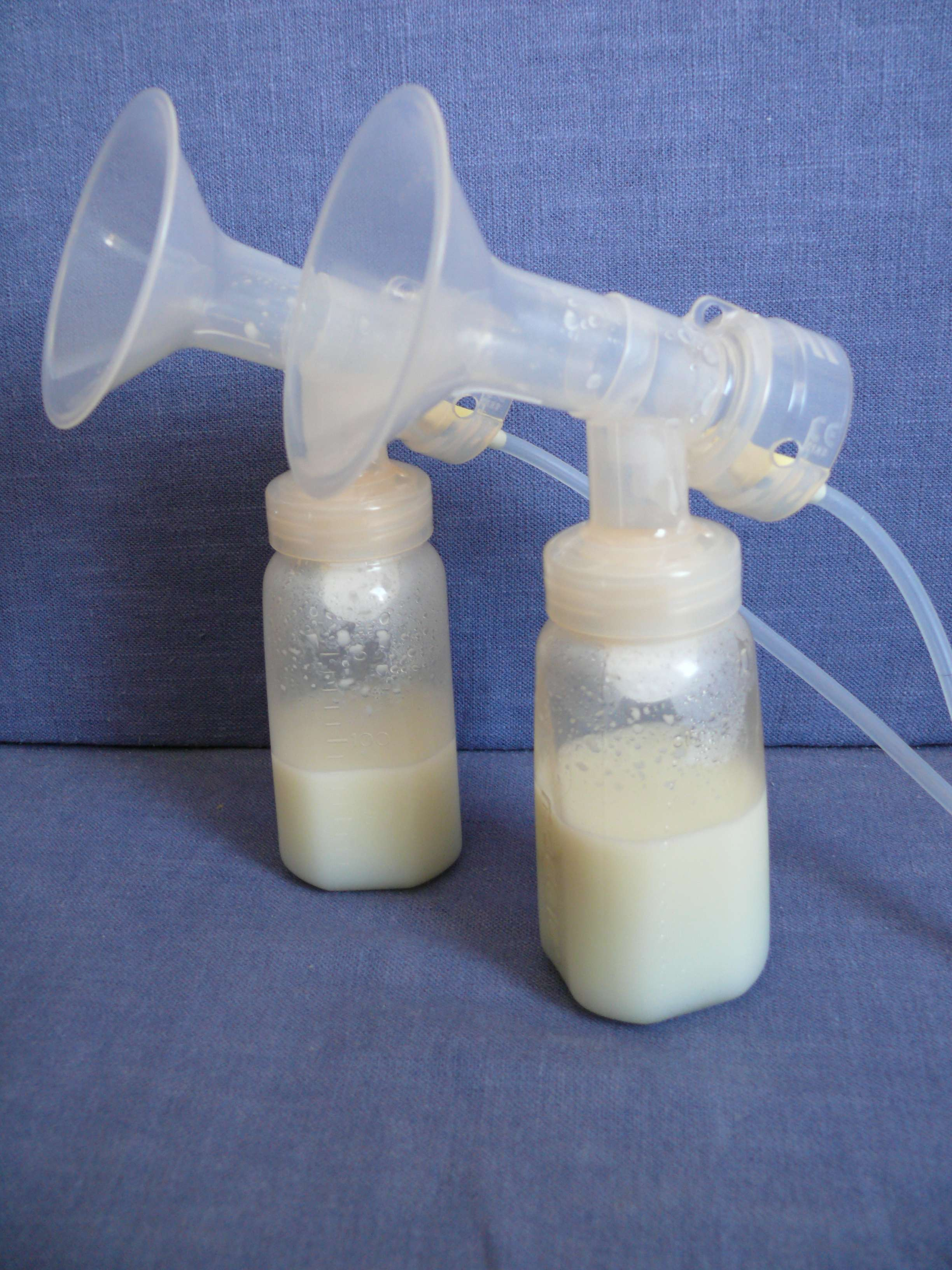
Mechanické odsávačky

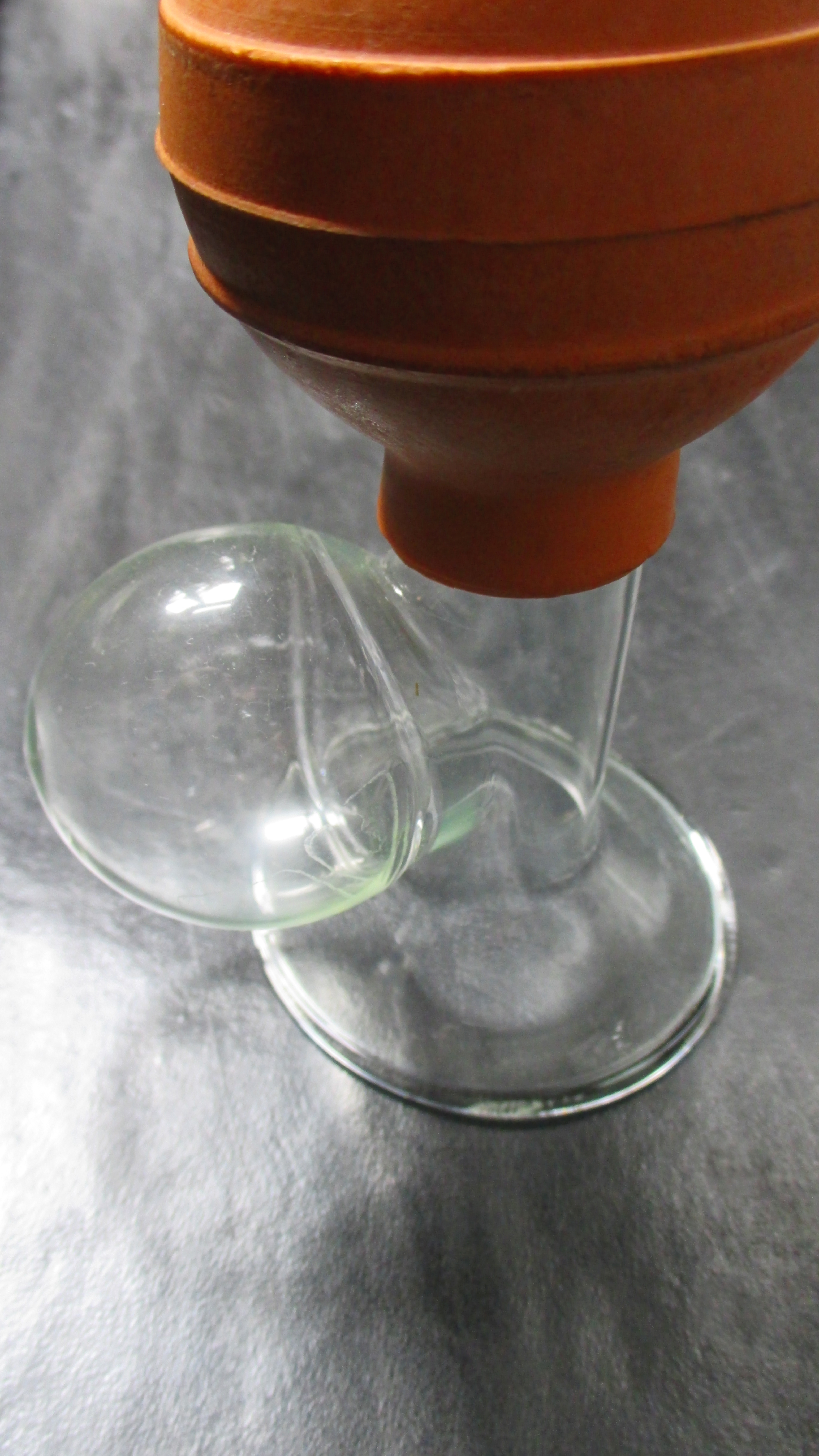
Odsávačka z bývalé NDR kolem roku 1980

Odsávačka mateřského mléka je mechanické zařízení, které kojící matky používají k odsátí mateřského mléka. Odsávačka může být manuální nebo elektrická. Odsávačky pomáhají matkám řešit problémy s laktací a s kojením, například pokud není normální kojení možné. Pravidelné odsávání v tomto případě udržuje laktaci a může zabránit předčasnému odstavení.

## Historie
Odsávačku vyvinul a popsal experimentální fyzik Johann Gottlieb Stegmann (1725–1795). Za vynálezce odsávačky dnešního typu je považován také Carl Baunscheidt. Jednoduchý model vznikl kolem roku 1855. United States Patent Office přijal patent č. 11,135 O. H. Needhama na odsávačku 20. června 1854. Časopis Scientific American v roce 1863 za vynálezce uvedl L.O. Colbina. Patent na elektrickou odsávačku získal 4. října 1927 Edward Lasker.
První elektrickou odsávačku mléka vyrobil švédský vynálezce inženýr Einar Engell v roce 1945, kterému se pomoc kojícím matkám stala životním posláním. Po letech výzkumu vyvinul první pohodlnou a účinnou odsávačku. Tato odsávačka použila průběh vakua ve tvaru vlny, čímž napodobovala přirozený průběh sání kojence a odsávala mateřské mléko bezpečně a účinně. Později se začala používat pod názvem SMB Breast Pump na neonatologických odděleních mnoha nemocnic a v některých z nich se používá stále. Během této průkopnické práce odvodil hodnoty pro velikost vakua a také pro počet cyklů. Tyto se dodnes používají laktačními poradci na celém světě.